# Бела III
Бела III (на унгарски: III. Béla, на хърватски: Bela II.; Béla III Árpád; * 1148; † 24 април 1196) e крал на Унгария от династията на Арпадите и управлява от 1172 г. до смъртта си. Той е крал и на Хърватия, Далмация и Рама от 1172 – 1196 г.

## Произход и ранни години
Син е на Геза II († 1162) и Ефросина Киевска († 1186), дъщеря на Мстислав I от Киев. Следва на трона брат си Ищван III (Стефан III, * 1147; † 1172).
Като млад Бела отива във Византия. Сгодява се за Мария Комнина, дъщерята на император Мануил I Комнин, и приема името Алексий. През 1165 г. той е обявен официално за наследник на византийския трон и получава титлата деспот (δεσπότης). След като през 1169 г. на Мануил I Комнин се ражда син, Бела веднага е лишен е престолонаследието, а годежът му с Мария Комнина е анулиран. Дават му обаче титлата кесар.
През 1172 г. Бела се жени за Агнес Антиохийска, сестрата на византийската императрица Мария Антиохийска. Така Бела и Мануил I Комнин стават сватове.
На 4 март 1172 г. брат му крал Ищван е отровен и молят Бела, да се възкачи на унгарския трон. Мануил I Комнин му дава войска и пари и Бела се връща в Унгария.

## Управление
На 13 януари 1173 г. той е коронясан. Бела дава клетва да не напада Византия.
Заради контактите му с Византия много от унгарците недоволстват и както майка му, която предпочита на трона да е неговия брат Геза († 1209). Бела затваря брат си и така го изключва. Той е пуснат на свобода едва през 1189 г., когато император Фридрих I идва в Унгария. Геза се включва в кръстоносния поход, ръководен от императора.
След смъртта на Мануил I Комнин (1180), Бела нарушава клетвата и завладява от Византия Белград, Браничево и долината на река Морава, като достигайки Средец, отмъква през 1183 г. от ротондата „Свети Георги“ мощите на Свети Иван Рилски. През 1185 г. Бела омъжва дъщеря си Маргарита Унгарска за византийския император Исак II Ангел и връща Поморавието с мощите на Рилския светец обратно във Византия.
Умира на 23 април 1196 година. След смъртта му е наследен на трона на Унгария от Имре.

## Бракове и деца
Бела е сгоден за Мария Комнина Порфирогенита, дъщеря на император Мануил I Комнин.
Първи брак – през 1172 г. за Агнес Антиохийска, дъщеря на Рено дьо Шатийон; имат шест деца:
- Имре (* 1174, † 1204), крал на Унгария
- Маргарет Унгарска (* 1175, † 1233), ∞ Исаак II, император на Византия
- Андраш II (* 1176, † 1235), крал на Унгария
- Шаламон (умрял млад)
- Ищван (умрял млад)
- Констанция Арпад (* 1180, † 1240), ∞ крал Пршемисъл Отокар от Бохемия.

Бела е бил кандидат за ръката на Теодора Комнина, вдовица на севаста Андроник Лапард.
Втори брак – от 1186 г. е женен за Маргьорит Капет (1158 – 1197), дъщеря на Луи VII крал на Франция и вдовица на Хенри Младия Крал на Англия.

## Галерия
- Бела III основава манастира в Сентготхард през 1183 г., худ. Ищван Дорфмайстер (1729 – 1797)
- Саркофаг в църква Матияш в Будапеща